# Davide-Christelle Sanvee
Davide-Christelle Sanvee (1993, Lomé) es una artista suiza de origen togolés que trabaja y vive entre Ginebra y Ámsterdam. Es particularmente conocida por sus performances participativas, que regularmente abordan temas sociopolíticos. En el 2019 ganó el Swiss Performance Award.

## Educación
Desde 2008 hasta 2016, Sanvee estudió clarinete en el Conservatorio Popular de Música (CPMDT), en Ginebra, Suiza.[cita requerida]
En 2013 comenzó sus estudios de artes visuales en el Instituto Superior de Arte y Diseño de Ginebra centrándose en temas inclusivos, políticos y sociales. En 2016 creó una pieza de teatro inspirada de su proceso de naturalización suizo y la presentó al jurado académico durante su examen final de graduación. Sus miembros eran en su mayoría ciudadanos suizos, pero ninguno de ellos pasó la prueba y no habría obtenido un pasaporte suizo.

E, Sanvee obtiene su licenciatura en Artes Visuales y  en junio de 2019, Sanvee obtuvo su maestría en el Studio for Immediate Spaces del Instituto Sandberg en Ámsterdam con la actuación "Everything around, including you":
«La obra se integra en la rutina de la vida cotidiana utilizando sus códigos sociales y la arquitectura existente. Comprometida con temas que tocan las relaciones entre los individuos y su posicionamiento en los espacios públicos, propone una performance con guión que asume su intención: perturbar para cuestionar nuestros comportamientos. Al iniciar una situación en la que los ocupantes de la calle tienen que negociar entre sí, quiere desafiar las expectativas de su público. » 
Tres meses después, en septiembre de 2019, Sanvee fue galardonada con el Swiss Performance Award por su obra Le ich dans nicht.

## Trabajos
- Round around[8]
- Camouflage in the landscape. Body Encounters.November 2021. Salon Suisse.Palazzo Trevisan.
- Garden Party[9]
- Être la forteresse.[10] Festival Belluard Bollwerk 2021. Fribourg. Suiza.
- La Performance des Performances.[10][11] 40 años del Festival Belluard Bollwerk. Fribourg. Suiza.[12]